# 井上信一
井上 信一（いのうえ しんいち、大正7年（1918年）1月24日 - 平成12年（2000年）2月24日）は、日本の銀行家、仏教思想家。
熊本県出身。元宮崎銀行頭取。高千穂商科大学理事。「仏教経済学」を研究。
父は内務官僚（元兵庫県警察部長）の井上政信。母は元鉄道大臣小川平吉の長女。叔父井上春成は元工業技術庁長官。

## 略歴
小学校の五年と六年の時に、両親が続けざまに亡くなる。1930年高千穂小学校卒業、1941年東京帝国大学経済学部卒業、日本銀行に入る。1971年同行貯蓄推進部長より宮崎銀行に転じ副頭取、頭取、相談役を歴任。1983年同行を辞す。
仏教経営フォーラム会長、仏教振興財団理事長、地球主義学会会長、高千穂商科大学理事を務める。
2000年2月24日、心不全のため死去。

## 受賞
- 1982年 - 藍綬褒章
- 1988年 - 勲四等旭日小綬章
- 1998年 - 仏教伝道協会賞

## 著書
- 『現代に生きる親鸞 青年の歎異抄』（実業之世界社、1957年）
- 『サラリーマンとその師』（普通社、1961年）
- 『貯蓄の話』（日本経済新聞社、1969年、後日経文庫）
- 『ストレスの科学と健康』（朝倉書房、1982年）
- 『若きパイオニアの生と死』（民衆社、1984年）
- 『歎異抄に生かされて』（鉱脈社、1986年）
- 『仏教的経営 心と物を活かすリーダーたち』（鈴木出版、1987年）
- 『歎異抄共に学ぶ人生』（ 大蔵出版、1989年→新装版1997年）
- 『歎異抄・二つの気付き 生かされていることに気付く そのことに気付かぬ自分に気付く』（樹心社、1990年）
- 『仏教経営学入門 ビジネスを変える すぐれた経営者は、仏の教えを経営にどう生かしたか』（ごま書房、1993年）
- 『地球を救う経済学 仏教からの提言』（鈴木出版、1994年）
- "Putting Buddhism to work : a new approach to management and bussiness"（Duncan.Ryuken Williams訳、講談社インターナショナル、1997）
- 『間に合ってよかった 「二つの気付き」とお念仏』（樹心社、1997年）

### 翻訳
- 『自由と平和への道 アメリカを訪れて』（ジャワハルラール・ネルー著、社会思想研究会出版部、1952年）
- 『90年代の管理会計』（ジョン・ワイ・リー著、門田安弘共訳、中央経済社、1989年）